# Souther Hillman Furay Band
Souther, Hillman, Furay Band est un groupe américain de rock composé de John David Souther, un auteur proche des Eagles, Chris Hillman, ex-Byrds/ex-Flying Burrito Brothers/ex-Manassas et Richie Furay, ex-Buffalo Springfield/ex-Poco.
Créé par David Geffen (Geffen Records) au milieu des années 1970, cette formation comprenait également :
- Paul Harris : claviers (ex-Manassas),
- Jim Clarke : Batterie (ex-Byrds, Ex Flying Burrito Brothers),
- Joe Lala : percussions (ex-Manassas),
- Al Perkins : Pedal Steel Guitar, guitares (ex-Manassas)

Ce groupe enregistra 2 albums studio et se sépara peu après n'ayant pas obtenu le succès escompté par Geffen. Les 3 accolytes étaient trop individualistes et depuis trop longtemps seul sur scène pour que la fusion ait lieu.
À noter la forte présence d'ex-Manassas, feu groupe de Stephen Stills.
Richie Furay fonda alors le Richie Furay Band, Chris Hillman entama une véritable carrière solo puis fonda The Desert Rose Band.
Quant à John David Souther, il retourna écrire des chansons pour les autres avec des apparitions sur les albums solo de ses collègues d'Eagles.